# خوزه مانوئل آباسکال
خوزه مانوئل آباسکال (اسپانیایی: José Manuel Abascal‎؛ زادهٔ ۱۷ مارس ۱۹۵۸) دونده اهل اسپانیا بود.
وی در مسابقات کشوری و بین‌المللی در مجموع برندهٔ ۱ مدال برنز شده‌است.